# 소말리아갈라고
소말리아갈라고(Galago gallarum)는 갈라고과에 속하는 영장류의 일종이다. 에티오피아와 케냐, 소말리아에서 발견된다. 서식지 감소로 멸종 위험에 처해 있다.